# Интали (Бурабайський район)
Интали́ (каз. Ынталы) — село у складі Бурабайського району Акмолинської області Казахстану. Входить до складу Урумкайського сільського округу.
Населення — 30 осіб (2021; 72 у 2009, 199 у 1999, 199 у 1989).
Національний склад станом на 1989 рік:
- казахи — 100 %.